# Hymenomima subnigrata
Hymenomima subnigrata là một loài bướm đêm trong họ Geometridae.